# Кааг, Сигрид
Сигрид Агнес Мария Кааг (нидерл. Sigrid Agnes Maria Kaag; род. 2 ноября 1961, Рейсвейк, Нидерланды) — нидерландский дипломат, политический и государственный деятель. Временный специальный координатор ООН по ближневосточному мирному процессу с 17 января 2025 года. Старший координатор по гуманитарным вопросам и восстановлению в секторе Газа с 8 января 2024 года. Первый вице-премьер и министр финансов Нидерландов с 10 января 2022 по 8 января 2024 года. В прошлом — лидер партии «Демократы 66» (2020—2023), член Второй палаты Генеральных штатов Нидерландов (2021—2022), министр иностранных дел Нидерландов (2021), министр внешней торговли и развития сотрудничества в министерстве иностранных дел Нидерландов (2017—2021), временно исполняющая обязанности министра иностранных дел Нидерландов (2018).

## Биография
Родилась 2 ноября 1961 года в Рейсвейке. Дочь классического пианиста. Выросла в Зейсте.
Изучала арабский язык в Утрехтском университете, позже перешла в Американский университет в Каире, где в 1985 году получила степень бакалавра ближневосточных исследований. В 1987 году получила степень магистра искусств (MA) в области международных отношений в Колледже Святого Антония Оксфордского университета. В 1988 году получила степень магистра философии (MPhil) в области международных отношений на Ближнем Востоке в Эксетерском университете. Также училась в Институте международных отношений «Клингендаль» в Гааге и во французской Национальной школе администрации (ENA).
После учёбы работала аналитиком в нидерландско-британской нефтегазовой компании Royal Dutch Shell в Лондоне. Позже работала в министерстве иностранных дел Нидерландов в должности заместителя главы департамента ООН по политическим вопросам. Во время дипломатической службы жила и работала в Бейруте, Вене и Хартуме.
С 1994 года работала в Организации Объединённых Наций (ООН), сначала старшим советником в канцелярии заместителя Специального представителя Генерального секретаря по вопросу о детях и вооружённом конфликте в Судане в Хартуме. С 1998 по 2004 год — начальник отдела по связям с донорами Международной организации по миграции (МОМ) и старший программный менеджер Бюро внешних связей Ближневосточного агентства ООН для помощи палестинским беженцам и организации работ (БАПОР) в Иерусалиме. С 2007 по 2010 год — региональный директор ЮНИСЕФ по региону Ближнего Востока и Северной Африки в Аммане. С 2010 по 2013 год — помощник Хелен Кларк, руководителя Программы развития ООН (ПРООН) в Нью-Йорке. С октября 2013 года по декабрь 2014 года занимала должность Специального координатора Совместной миссии ООН и Организации по запрещению химического оружия (ОЗХО) по ликвидации программы Сирии по химическому оружию. С 17 января 2015 года по 26 октября 2017 года — Специальный координатор ООН по Ливану (UNSCOL), сменила Дерека Пламбли.
26 октября 2017 года назначена министром внешней торговли и развития сотрудничества в министерстве иностранных дел Нидерландов в третьем кабинете Рютте. После отставки Халбе Зейлстры, с 13 февраля по 7 марта 2018 года временно исполняла обязанности министра иностранных дел Нидерландов. Стала первой женщиной в истории страны, возглавлявшей министерство иностранных дел.
4 сентября 2020 года избрана лидером партии «Демократы 66». Стала второй женщиной, возглавившей партию, после Элс Борст в 1998 году. По итогам парламентских выборов 2021 года партия «Демократы 66» под её началом получила 24 места в парламенте, что является наивысшим результатом с 1994 года.
25 мая 2021 года назначена по совместительству министром иностранных дел, сменила Стефа Блока, назначенного министром экономики вместо Баса ван Ваута. 17 сентября ушла в отставку, после того как 15 сентября Вторая палата Генеральных штатов Нидерландов выразила ей и Анк Бейлевелд недоверие в связи с плохой организацией эвакуации из Афганистана после падения Кабула.
По результатам парламентских выборов 2021 года избрана членом Второй палаты Генеральных штатов Нидерландов. Возглавляла партийную группу.
10 января 2022 года назначена первым вице-премьером и министром финансов в коалиционном четвёртом кабинете Рютте, сформированном по результатам парламентских выборов 2021 года.
13 июля 2023 года объявила об уходе из политики. 12 августа новым председателем партии «Демократы 66» избран Роб Йеттен.
8 января 2025 года стала старшим координатором по гуманитарным вопросам и восстановлению в секторе Газа.
17 января 2025 года была назначена временным специальным координатором ООН по ближневосточному мирному процессу, сменив Тора Веннесланда. Кааг продолжит параллельно выполнять свою роль на посту старшего координатора по гуманитарным вопросам и вопросам восстановления в Газе.
Владеет английским, французским, немецким и арабскими языками.

## Награды
В 2014 году получила почётную степень доктор права (LLD) Эксетерского университета.
В 2016 году награждена премией мира Уотелера.

## Личная жизнь
Замужем за Анисом аль-Каком, политиком Организации освобождения Палестины (ООП), заместителем министра при Ясире Арафате в 1990-х годах и посла Палестинской национальной администрации (ПНА) в Швейцарии. Родила четверых детей.